# Ungureni (Valea Iașului), Argeș
Ungureni este un sat în comuna Valea Iașului din județul Argeș, Muntenia, România.